# Дмитрівка (Дніпровський район)
Дми́трівка — село в Україні, у Підгородненській міській громаді Дніпровського району Дніпропетровської області. Населення за переписом 2001 року становить 238 осіб.

## Географія
Село Дмитрівка знаходиться за 2 км від лівого берега річки Губиниха, на відстані 2,5 км від села Скотувате і за 3 км від села Хуторо-Губиниха.

## Населення

### Мова
Розподіл населення за рідною мовою за даними перепису 2001 року:
| Мова                | Відсоток |
| ------------------- | -------- |
| українська          | 97,5%    |
| російська           | 2,1%     |
| інші/не визначилися | 0,4%     |